# Zbiory dodatnio oddzielone
Zbiory oddzielone – dwa niepuste podzbiory {\displaystyle A,B} danej przestrzeni metrycznej {\displaystyle (X,d),} dla których kres dolny
{\displaystyle \inf _{\!\!\!a\in A,b\in B}\!\!\!d(a,b)}
jest liczbą dodatnią.
UwagaNiektórzy autorzy zastrzegają, że {\displaystyle A} i {\displaystyle B} powinny być rozłączne, jednak nie dodaje to niczego do definicji, gdyż jeśli miałyby one punkt wspólny {\displaystyle p,} to wtedy {\displaystyle d(p,p)=0} i powyższe infimum przyjmuje wartość zerową.

## Przykład
Na prostej rzeczywistej z metryką euklidesową przedziały otwarte {\displaystyle (0,2)} oraz {\displaystyle (3,4)} są oddzielone, podczas gdy {\displaystyle (3,4)} oraz {\displaystyle (4,5)} nie są. Na płaszczyźnie wykres funkcji {\displaystyle y={\tfrac {1}{x}}>0} i oś odciętych {\displaystyle y=0} nie są oddzielone.